# Alfarràs
Alfarràs è un comune spagnolo di 2 968 abitanti situato nella comunità autonoma della Catalogna.